# Mars-Werke
Die Mars-Werke waren ein Unternehmen der Fahrzeugproduktion in Nürnberg.

## Unternehmensgeschichte

Aktie der Mars-Werke AG über 100 RM vom 23. Mai 1936

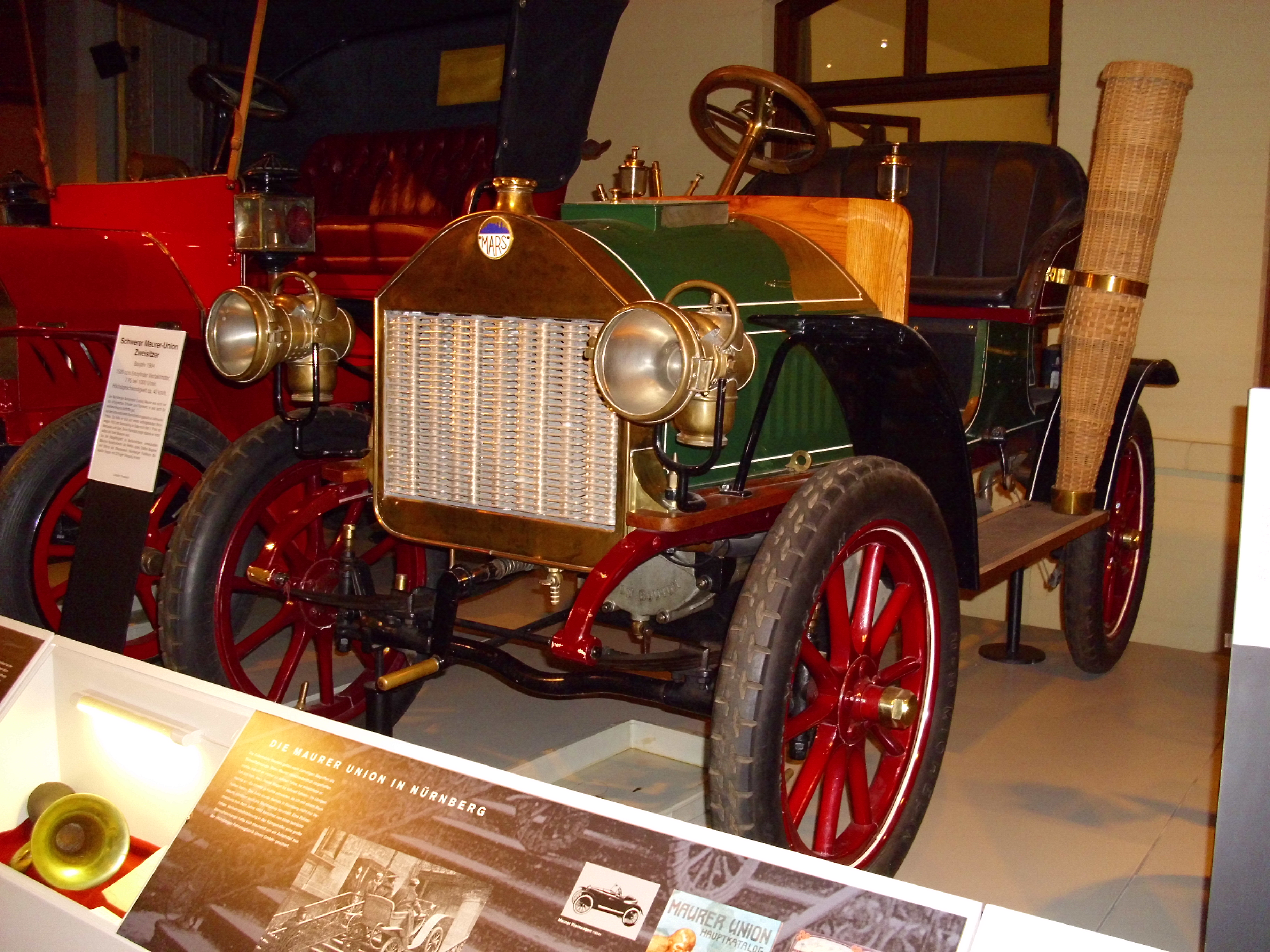
Mars-Automobil von 1903

Im Jahr 1873 gründete Paul Reissmann in der Siegmundstraße in Nürnberg-Doos die Firma Mars zur Herstellung von gusseisernen, sogenannten amerikanischen Öfen. Es folgte die Produktion von Hand-, Riemen- und Motorsirenen, Schleifmaschinen und auch Fahrrädern. 1903 begann der Bau von Motorrädern und im gleichen Jahr die Herstellung von wenigen Automobilen, die von De-Dion-Bouton-Motoren mit einem Zylinder und 1000 cm³ Hubraum angetrieben wurden. Der Automobilbau endete bereits im Jahr 1909. Die Motorräder hatten Schweizer Motosacoche- und Zedelmotoren.
Die berühmteste Konstruktion war die von Ing. Claus Richard Franzenburg 1920 entworfene legendäre Weiße Mars, die entgegen der Bezeichnung auch in Rot oder Grün erhältlich war. Den ebenfalls von Franzenburg konstruierten Zweizylinder-Boxermotor stellte Maybach in Friedrichshafen ausschließlich für Mars her. Der luftgekühlte seitengesteuerte Motor wurde mit einer Handkurbel gestartet, hatte einen Hubraum von 956 cm³ und war quer in den aus Stahlblechen geschweißten und genieteten Kastenrahmen eingebaut, sodass die Zylinder in Fahrtrichtung hintereinander lagen. Das Getriebe war über dem hinteren, der Zündmagnet über dem vorderen Zylinder platziert.
Das Unternehmen baute auch Wettbewerbsmaschinen dieses Typs, die große sportliche Erfolge erzielten. Die Werksrennfahrer Ernst Schulz und Heinz Wilhelm errangen 1921 die Plätze 1 und 2 der Bayerischen Meisterschaft.
Das Werk kam während der Inflation 1923/1924 in wirtschaftliche Schwierigkeiten. Die Brüder Johann und Karl Müller, die als Betriebsleiter und Konstrukteur bei Mars tätig waren, übernahmen das Werk, nicht jedoch den Markennamen. Die Maschinen wurden nach diesem Eigentümerwechsel unter dem Namen „M.A.“ vertrieben.
Vom Ende der 1920er-Jahre bis zum Zweiten Weltkrieg baute Mars Motorräder mit Einbaumotoren von Motosacoche, Villiers, Sachs, J.A.P. und Sturmey-Archer. Es waren sowohl Zweitakt- als auch Viertaktmaschinen verschiedener Hubräume.
Im Krieg stellte Mars Panzermunition her und griff dafür auch auf Zwangsarbeiter zurück.
Nach 1945 konstruierte Ing. Rudi Albert, der vorher als Chefkonstrukteur bei Allright in Köln und Phänomen in Zittau gewirkt hatte, die Stella mit 147-, 174- und 198-cm³-Sachs-Motoren und das letzte Leichtmotorrad von Mars, die Monza mit einem 49-cm³-Motor. Der Werksfahrer Fritz Witzel errang Von 1953 bis 1957 bei nationalen und internationalen Geländesportveranstaltungen insgesamt  45-mal Gold auf der Mars Stella 175 S/DS, die mit einem 175-cm³-Motor von Sachs ausgerüstet war. Im Jahr 1958 war Mars – wie sehr viele deutsche Zweiradhersteller in dieser Zeit – gezwungen, Konkurs anzumelden. Die Gritzner-Kayser AG in Karlsruhe-Durlach führte noch kurzzeitig den Bau der Monza weiter und übernahm auch die Fertigungsanlagen eines weiteren Mopeds, der Milano. Die Mopedproduktion hielt Gritzner bis in die 1960er-Jahre aufrecht. Die Markenrechte für Fahrräder und Mopeds gingen an das Versandhaus Quelle über, das unter der Marke „Mars“ jahrelang Fahrräder und Mopeds verkaufte.
Zum Produktionsumfang der Mars-Werke gehörten auch Metall-Trennmaschinen und das Besprüh-und-Stäube-Kombinationsgerät Mars Domina für Obst- und Weinbauern. Entwickelt wurden auch ein Elektro-Gabelstapler und eine Maschinengewehr-Lafette für die Bundeswehr, beide Produkte gingen nicht in Serie.

Mars-Motorräder
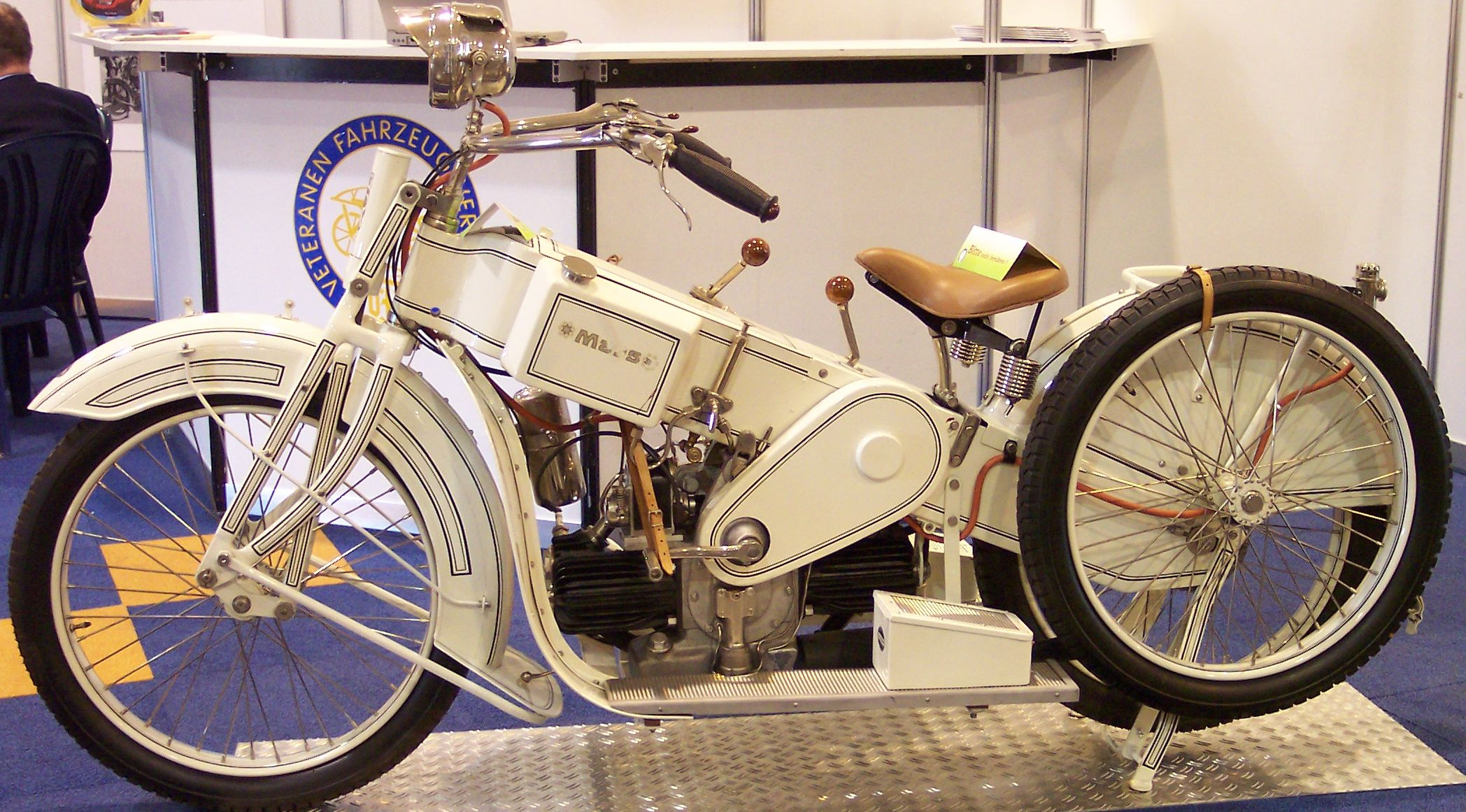
Mars A 20 „Weiße Mars“ (1921)
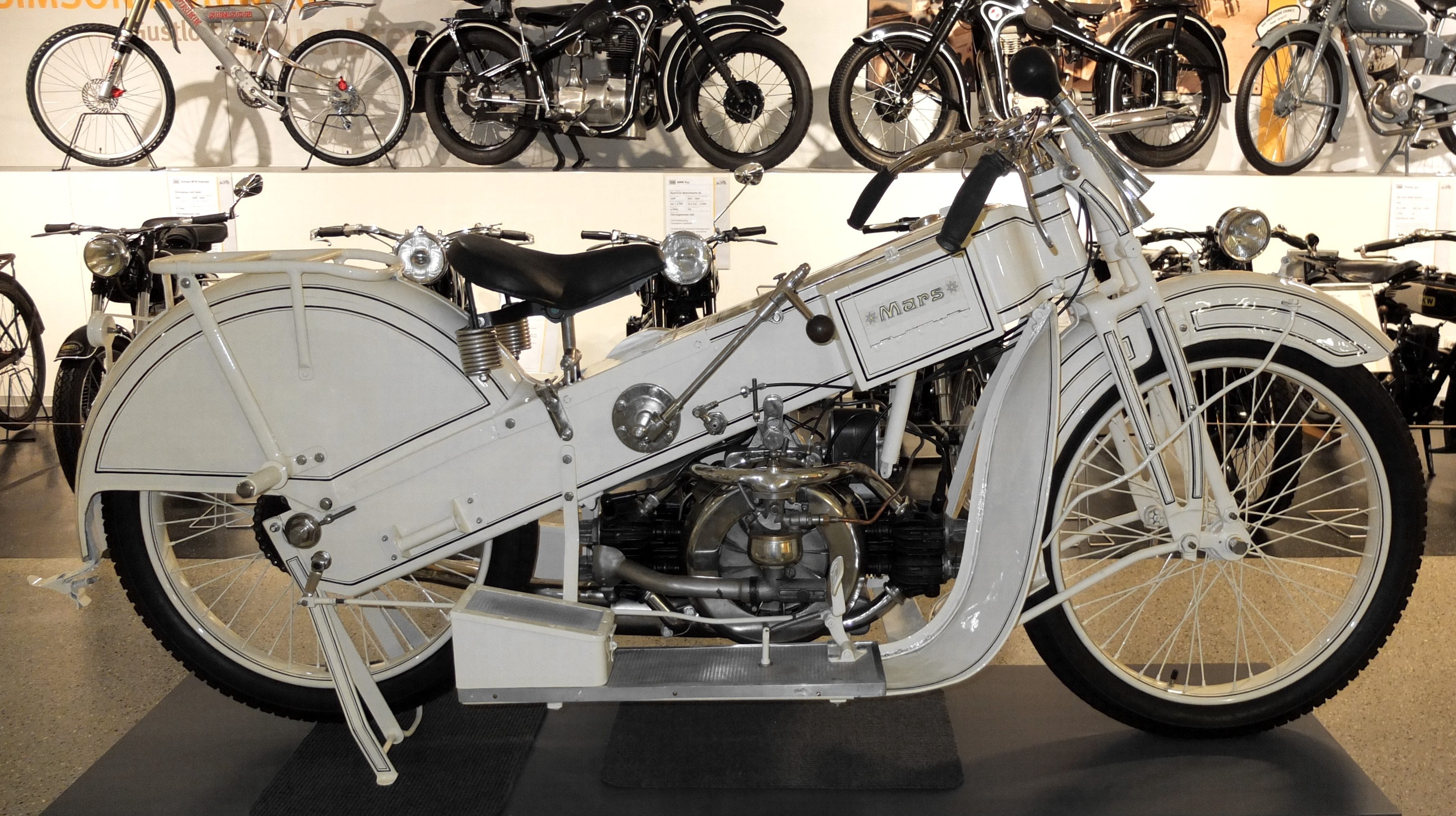
A 23, 2-Zyl.-4-Takt-Boxermotor von Maybach (1923)
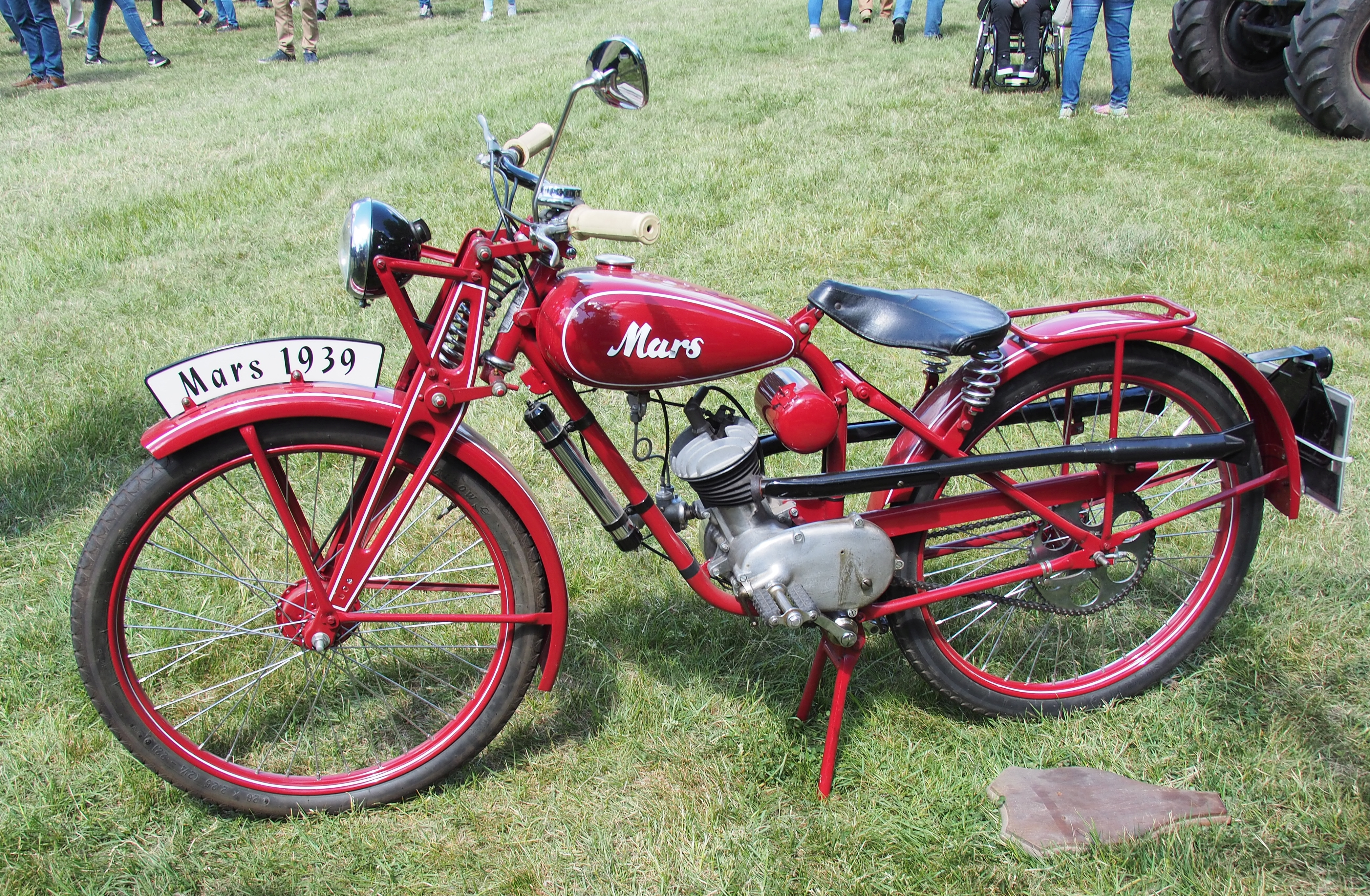
123 cm³, Baujahr 1939
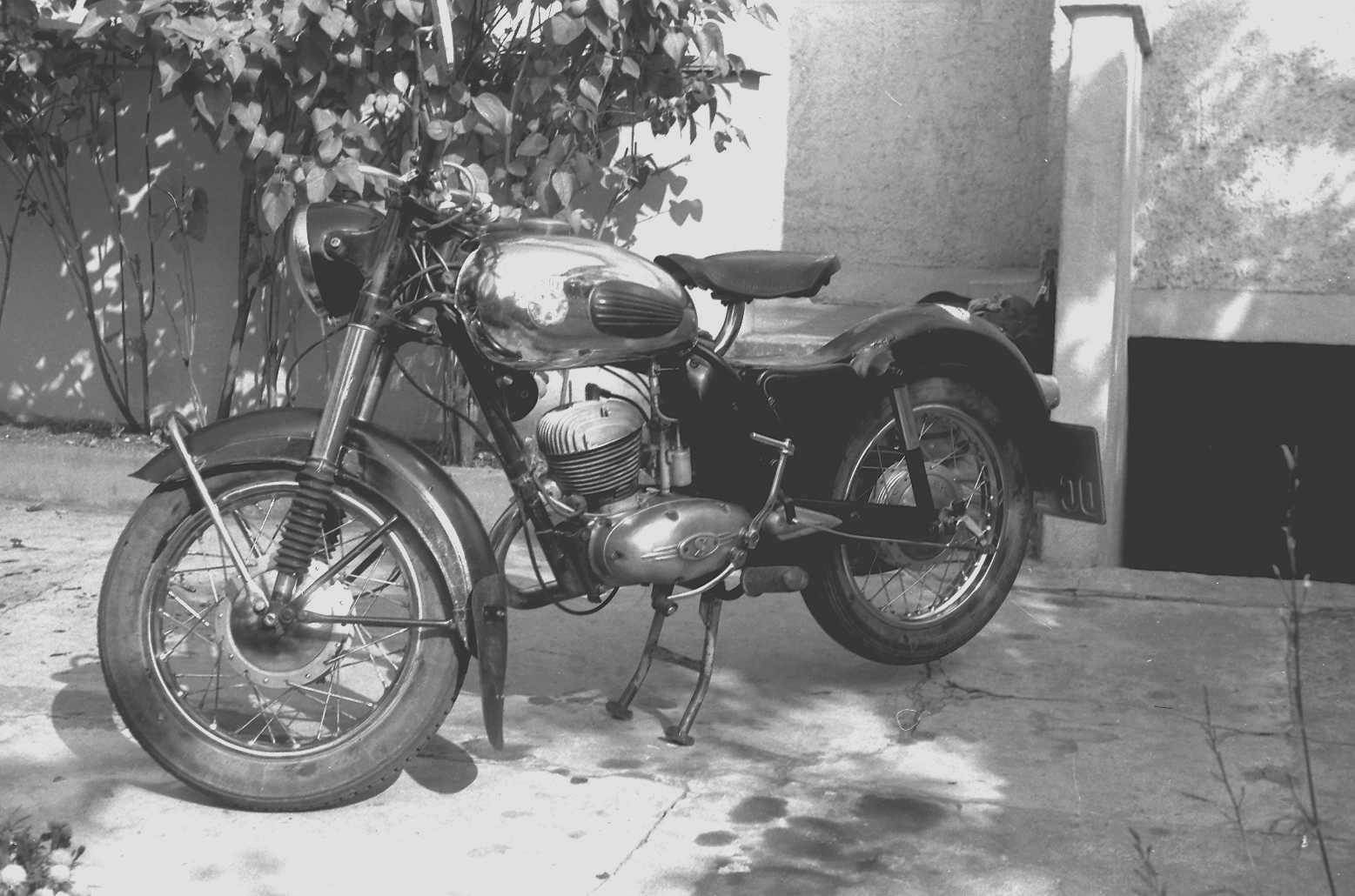
174-cm³-Motor von Fichtel & Sachs (1974)
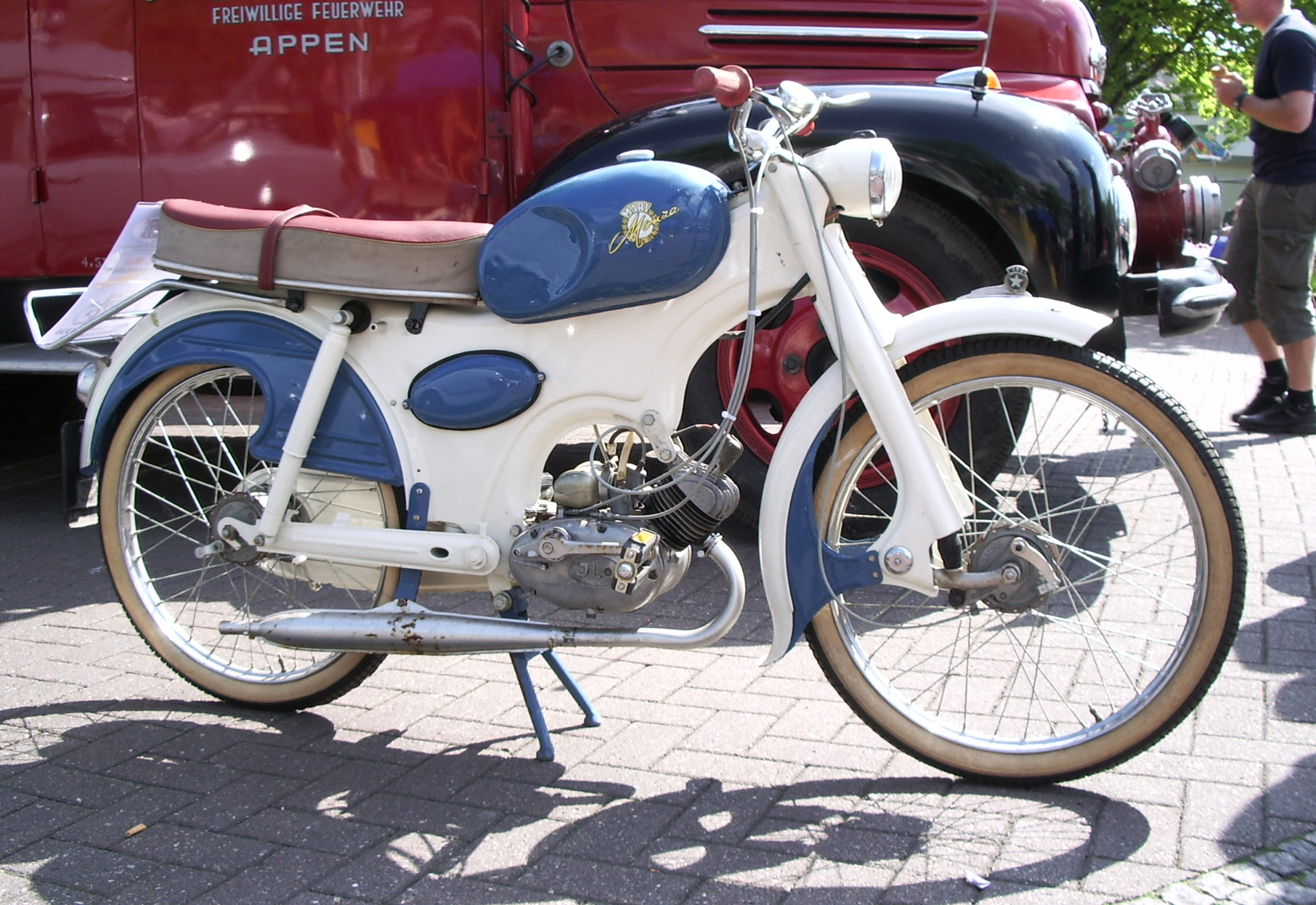
Monza, Moped mit ILO-Piano-Motor, 49 cm³ (1950er-Jahre)

## Lizenzen
Slatiňanská továrna automobilů R. A. Smekal aus Slatiňany, damals Österreich-Ungarn, fertigte Fahrzeuge nach einer Lizenz von Mars.

## Trivia
In dem Film Wege zum Ruhm von Stanley Kubrick ist Kirk Douglas mit einer weißen Mars A 20 zu sehen.

## Einzelbelege
1. 1 2   Gregor le Claire: Nürnberger Motorradmarke: Erfolglos und doch legendär In: Nürnberger Nachrichten 3. Juli 2008
2. ↑  Fritz G. E. Wöhe, München: Die Mars-Chronik. Mars-Werke AG Nürnberg-Doos 1898–1958
3. ↑  Marcus Mäckler: Kirk Douglas: So erlebte Fritz Wöhe aus München den Hollywood-Star Münchner Merkur 2. Januar 2017
4. ↑  Mars A 20, Baujahr 1920 Kirk Douglas und Max Wöhe mit einem Mars Seitenwagengespann. In: Google Arts & Culture (englisch)